# 王普清
王普清（1966年4月—），男，漢族，河北石家庄人，畢業於河北工學院公路與城市道路專業，大學學歷。1986年7月参加工作，中國共產黨黨員。

## 生平
長年於河北省交通部門任職，曾任省交通廳公路管理局局長、省交通運輸廳港航管理局局長、省民航發展建設辦公室主任。2013年12月，成為河北省交通運輸廳副廳長。2019年，任河北高速公路集團有限公司黨委書記、董事長。2020年6月，獲選為河北省交通運輸廳廳長。